# 北戸田ファーストゲートタワー
北戸田ファーストゲートタワー（きたとだファーストゲートタワー）は、埼玉県戸田市の北戸田駅前にある超高層マンション。再開発事業により建設された。近鉄不動産・大京による分譲マンションとなっている。

## 概要
北戸田駅東1街区市街地再開発事業として建設された。駅徒歩1分の超高層マンションで、駐車場棟は北側にある。周辺では新曽区画整理事業が進み、駅前ロータリーや区画道路が整備されている。

## 沿革
- 1996年（平成8年） - 北戸田駅前地区まちづくり研究会発足[1]。
- 2001年（平成13年）度 - 北戸田駅東1・東2街区市街地再開発準備組合を設立。
- 2002年（平成14年）度 - 準備組合を北戸田駅東1街区市街地再開発準備組合に改称。
- 2004年（平成16年） - 都市計画決定。
- 2005年（平成17年） - 再開発組合設立認可公告。
- 2010年（平成22年） - 権利変換計画認可。
- 2011年（平成23年）5月10日 - 着工。
- 2013年（平成25年）9月20日 - 竣工。

## テナント
- ファミリーマート